# La Chelito
Consuelo Portella Audet, coneguda artísticament com La Chelito   (Placetas, 12 de febrer de 1885 - Madrid, 20 de novembre de 1959), va ser una figura destacada en l'inici del cuplet i de la cançó picaresca on també va introduir la rumba, arribant a tenir una gran popularitat a principis del segle xx.

## Biografia
El seu pare va ser un capità de la Guàrdia Civil destinat a Placenta, quan Cuba encara era una colònia espanyola, i així és com Consuelo va néixer a l'illa del Carib. Però als 15 dies del seu naixement, el seu pare va decidir tornar a Espanya amb tota la família. La Chelito va iniciar el gènere del cuplet picaresc, cantant amb desimboltura i gran coqueteria en els locals de varietat més prestigiosos de la seva època, arribant a conquistar la fama amb cançons com “Las pantorrillas”, “La noche de novios”, o la seva famosa “La pulga”, en les quals no es molestava massa a amagar el doble sentit de les seves lletres, ni evitava que els seus títols desvelessin el seu contingut picant.
La Chelito va aprofitar la seva ascendència cubana per ser la introductora de la rumba al món del cuplet picaresc. I donant-se a conèixer a Madrid amb molt èxit, en 1903 i amb només 15 anys, primer va debutar en el Teatre Onofri del Paral·lel i després va seguir actuant en famosos locals com el Saló Venus, el Teatre Circ Espanyol, o el teatre del retir. En aconseguir tanta fama, aviat van començar a aparèixer artistes que, fent-se passar per les seves germanes, s'aprofitaven del prestigi que va aconseguir el nom de la Chelito i així aconseguien intervenir en algun que un altre espectacle. I malgrat el gran entusiasme general que produïa en el públic masculí, tampoc li van faltar tremendes crítiques des de la premsa, entre les quals la comparaven amb Llucifer. En 1915, la seva celebritat també va arribar a l'esfera de la literatura amb l'obra de Juan Belda “La Coquito”, la qual representava, en forma de novel·la eròtica, la vida de la Chelito. I en 1977, la novel·la també va ser portada a la pantalla gran pel director Pedro Masó.
A més de cupletista, en 1927 la Chelito va intervenir com a actriu en la pel·lícula El Comte Meravelles de José Buchs, compartint cartell amb Pedro Larrañaga, José Montenegro i Carmen de Toledo. Però en 1928, va abandonar els escenaris per ocupar-se definitivament dels seus negocis empresarials amb la dirección del Dorado, on va erigir un teatre i una cafeteria que acabarien convertint-se en el Teatre Muñoz Seca.
D'ella es diu que els homes l'assetjaven i que va tenir diversos romanços, entre els quals s'explica que va mantenir un amb el mateix rei Alfonso XIII, o un altre amb el cubà Dagoberto Campos, a qui va conèixer en l'únic viatge que va fer a la seva illa natal com a artista.